# Close to You (album Jaya Delano)
Close to You – debiutancki album studyjny Jaya Delano, wydany 1 czerwca 2007 roku nakładem wytwórni płytowej My Music. 
Album zawiera 12 premierowych kompozycji oraz bonus w postaci remiksu utworu „Never Be Apart”, wykonany przy współpracy z gitarzystą Bartoszem Miecznikowskim. Pierwszym singlem promującym wydawnictwo został tytułowy utwór „Close to You”.
Zanim album ukazał się w sklepach muzycznych na całym świecie, miesiąc wcześniej miał swoją premierę na terenie Polski.

## Lista utworów
Opracowano na podstawie materiału źródłowego.
1. „Intro” – 1:56
2. „Close to You” – 3:30
3. „Crazy” – 3:28
4. „Baby” – 3:05
5. „Where Did It Go” – 3:17
6. „Rockstar” – 3:05
7. „Angel” – 3:46
8. „Never Be Apart” – 3:38
9. „She Said” – 3:48
10. „Keep It Up” – 4:25
11. „My Number One” – 3:46
12. „Thankful” – 3:39
13. „Never Be Apart” (remix) – 4:22